# 703 до н. е.

## Події
- Після дворічної війни Мардук-апал-Іддін займає Вавилон.
- Похід Синаххеріба на Вавилон. У боях при Куту та Кіше халдейсько-еламські війська Мардук-апал-Іддіна розбиті. Взяття Сінаххерібом Вавилона і замирення країни. На престол посаджений вавилонянин Белібні.

## Померли
| рік | Це незавершена стаття про рік. Ви можете допомогти проєкту, виправивши або дописавши її. |